# Erdbebenwarte

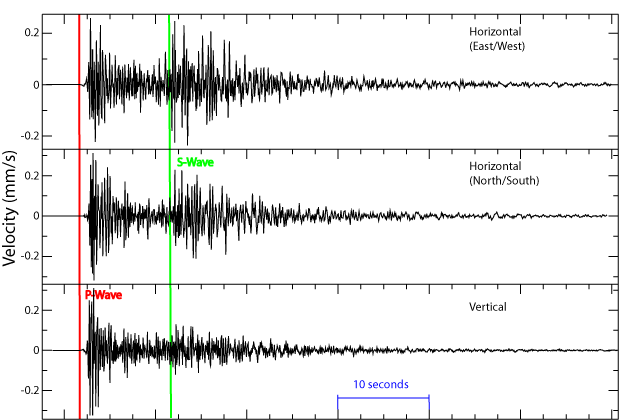
Seismogramm-Beispiel eines Nahbebens in einer 3-Komponenten-Registrierung

Eine Erdbebenwarte (auch seismologisches Observatorium) ist ein Ort, welcher der Überwachung der lokalen wie auch der globalen Seismizität dient. In der Regel handelt es sich dabei um Gebäude in entlegener, geschützter Lage, die neben den der Auswertung dienenden Büroräumen auch über räumlich getrennten Stellplatz für die erforderlichen Messgeräte verfügen.

## Standortwahl und Instrumentierung

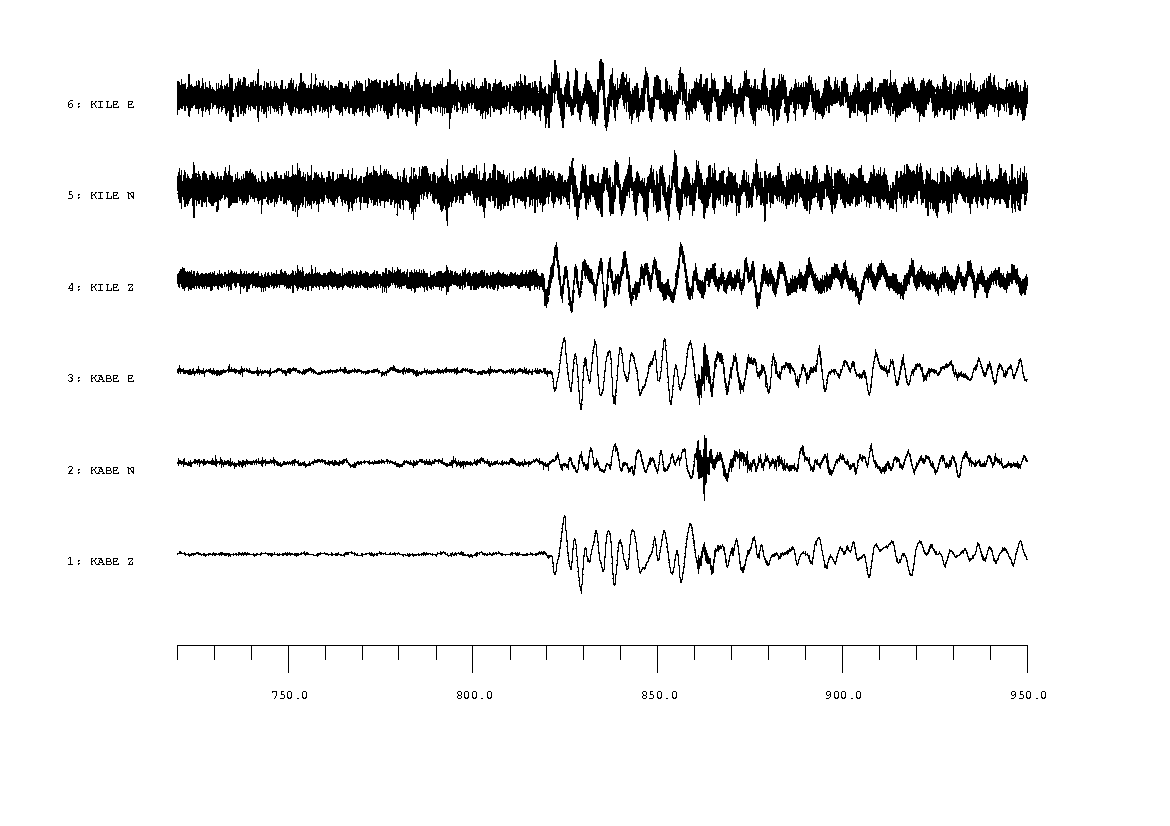
Veranschaulichung des Hintergrundrauschens am Beispiel eines Bebens, das an zwei mobilen Stationen aufgezeichnet wurde

Die Aufzeichnung dieser seismischen Wellen erfolgt mit Seismometern, die das Signal in heutiger Zeit in der Regel digital auf drei Komponenten (vertikal, Nord-Süd und Ost-West) registrieren. Um aus den Seismogrammen möglichst viel Information gewinnen zu können, erfolgt die Aufzeichnung meist in einem ausgedehnten Frequenzbereich. Einige Erdbebenwarten verfügen daher über mehrere verschiedene Messinstrumente, deren Empfindlichkeit in unterschiedlichen Frequenzbändern liegt. Neben der Erdbebentätigkeit können so auch längerfristige Phänomene, wie z. B. der Tidenhub oder die langperiodischen Eigenschwingungen der festen Erde aufgezeichnet werden.
Um die gewonnenen Daten möglichst effektiv auswerten zu können, sind bei der Auswahl von Standorten für Erdbebenwarten verschiedene Aspekte zu beachten. Das vorrangige Ziel ist dabei, das Nutzsignal vom störenden Hintergrundrauschen möglichst frei zu halten. Anthropogene Quellen für Rauschen sind z. B. industrielle Anlagen, Verkehrswege mit hohem Verkehrsaufkommen oder Schwerlastverkehr, intensiv bewirtschaftete Ackerflächen und generell der Einsatz schwerer Maschinen. Erdbebenwarten befinden sich daher vorrangig an entlegenen Orten fernab besiedelter oder wirtschaftlich genutzter Flächen. Ebenso müssen aber auch natürliche Störeinflüsse, wie Windeinwirkung, Meeresrauschen oder starke Temperaturschwankungen, vermieden werden. Moderne Messinstrumente werden daher häufig in stillgelegten oder eigens dafür errichteten Schächten oder Stollen untergebracht und mit einer thermischen Isolierung versehen.
Nahe Windkraftanlagen stellen einen erheblichen Störfaktor für Seismische Stationen dar. Dabei wehren sich Wissenschaftler teilweise gegen die Verlegung weil eine Messkontinuität verloren geht.

## Geschichte

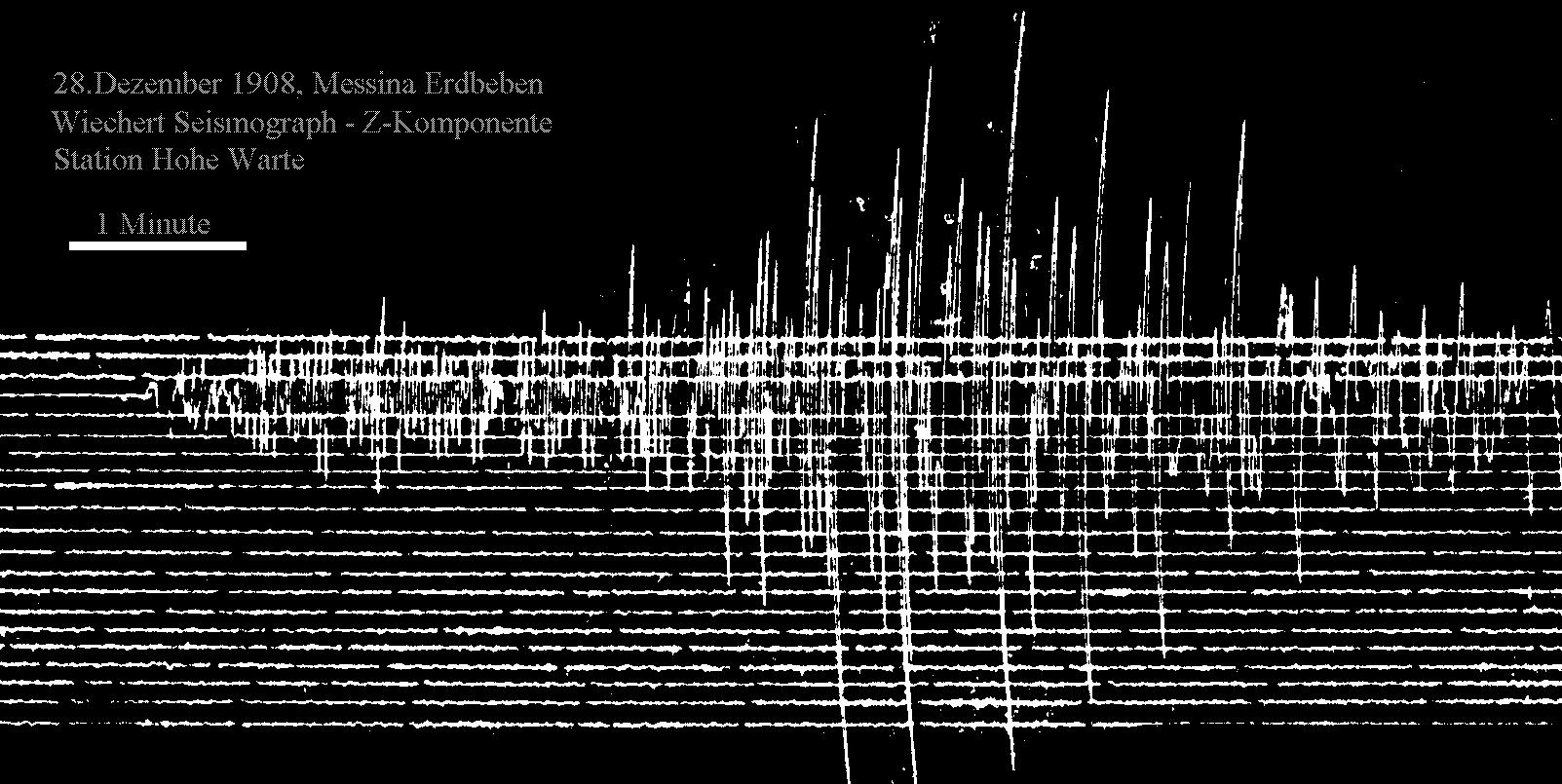
Historisches Seismogramm des Messina-Erdbebens im Jahr 1908

Bereits im Kaiserreich China gab es ein einfaches Instrument, das es ermöglichte, die Richtung zu erkennen, aus der Erdbebenwellen gekommen waren. Dieses Gerät von dem Chinesen Chang Heng aus dem Jahr 132 hatte die Form einer Vase und wies seitlich Drachenköpfe auf, die in verschiedene Richtungen blickten und jeweils eine Kugel im Maul hielten. Die bei einem Erdstoß auftretende ruckartige Bodenbewegung ließ die Kugel desjenigen Drachen, der in Richtung der Wellenausbreitung blickte, aufgrund ihrer Trägheit in das offene Maul eines darunter befindlichen Froschs fallen und gab somit die Richtung des Epizentrums an. In Europa begann der Gebrauch solcher Erdbebenanzeiger erst im frühen 18. Jahrhundert.
Der erste Seismograph, der eine zeitgetreue Aufzeichnung der Bodenbewegung leisten konnte, wurde von einem Italiener namens Cecchi gebaut und um 1875 in Betrieb genommen. Seine Empfindlichkeit war allerdings so schwach, dass er erst nach zwölf Jahren erstmals ein Beben aufzeichnen konnte. Das erste Erdbeben wurde daher 1880 in Japan registriert. Die mechanischen Rahmenbedingungen begrenzten die Empfindlichkeit jedoch weiterhin derart, dass Aufzeichnungen nur in geringer Entfernung zum Epizentrum eines Bebens möglich waren. Die erste Aufzeichnung eines Fernbebens geschah eher zufällig in Potsdam durch Ernst von Rebeur-Paschwitz, der eigentlich Neigungsmessungen mit einem Horizontalpendel durchführte. 1892 gelang ihm in Straßburg die Aufzeichnung eines weiteren Fernbebens mit einem baugleichen Seismometer.

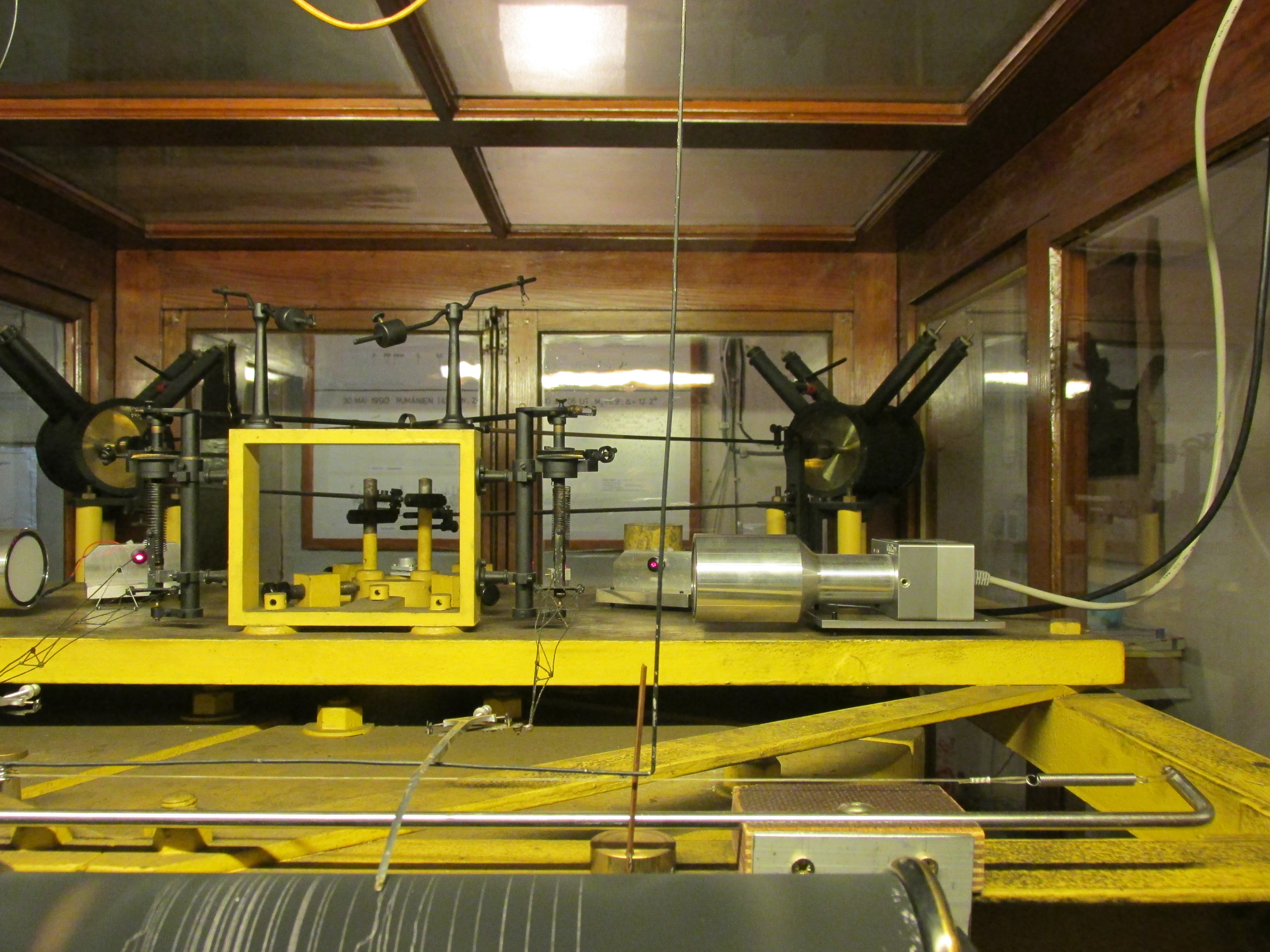
Der astatische Horizontalseismograph von Emil Wiechert ist seit 1902 in Betrieb und zeichnet bis heute die seismischen Bewegungen auf Rußpapier auf

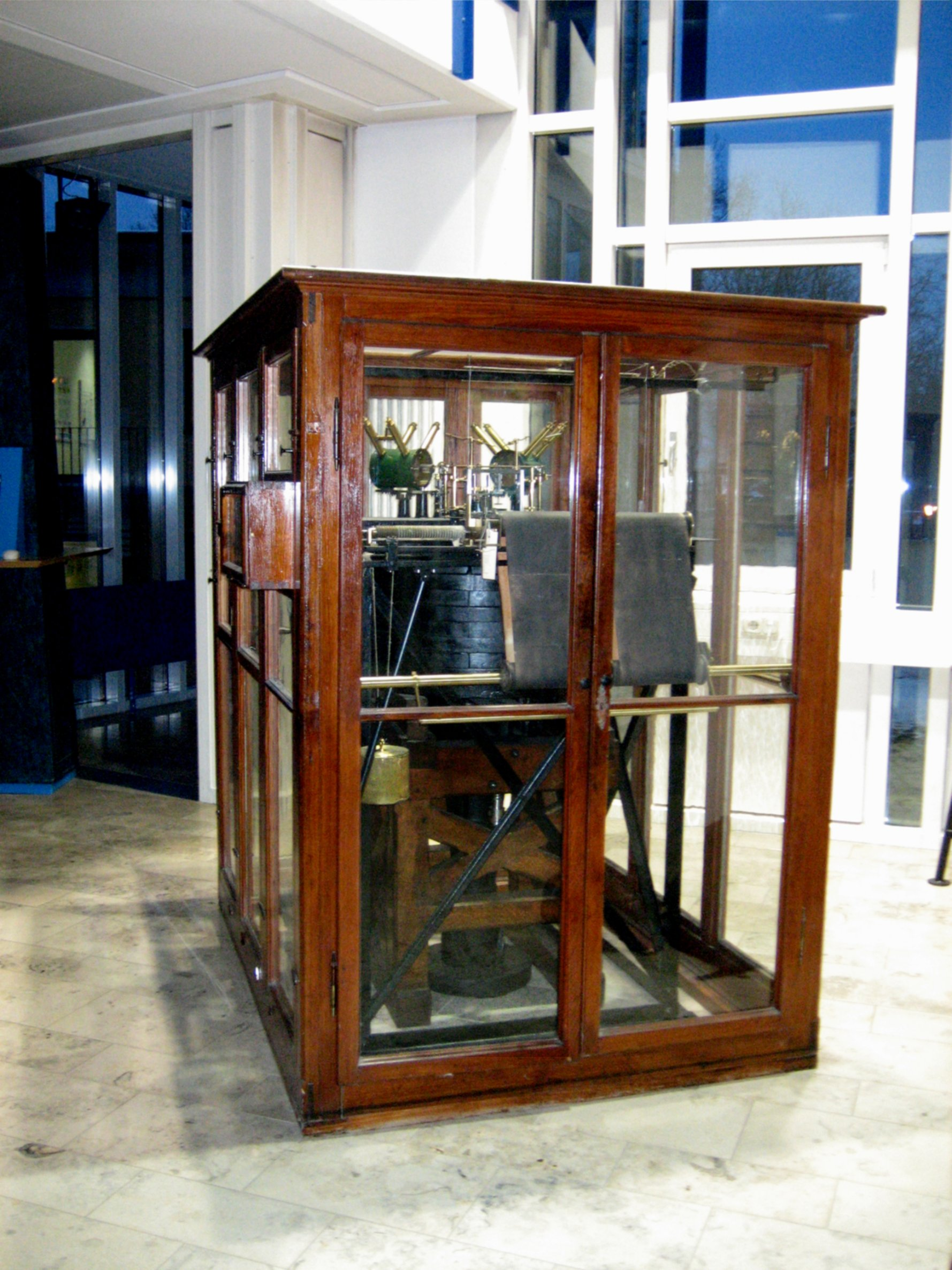
Ein Wiechert-Seismometer ausgestellt im GFZ Potsdam

Danach nahm die technische Entwicklung von Seismometern rasant zu und erreichte 1910 einen mechanischen Standard, der zwar weiter verbessert, jedoch erst durch die Fortschritte in der Halbleitertechnik wieder eine grundlegende Veränderung erfuhr. In Deutschland war vor allem Emil Wiechert maßgeblich für die Verbesserung und Entwicklung von Seismometern verantwortlich. Er ließ 1902 in Göttingen ein Seismometer bauen und richtete hier in einem Stollen die heute nach ihm benannte Wiechert’sche Erdbebenwarte ein. Das Instrument gilt als der älteste noch in Betrieb befindliche Seismograph. Bis 1906 wurden Geräte der gleichen Bauart auch in Leipzig, Potsdam, Straßburg, Jena, Hamburg, Uppsala und Samoa in Betrieb genommen. 
Seither wurden die Geräte technisch immer weiter verbessert und viele neue Erdbebenwarten wurden eingerichtet. Mit den Fortschritten in der Elektro- und Halbleitertechnik wurden die Seismometer handlicher und kompakter und können heute problemlos in alle Teile der Erde transportiert und dort installiert werden. 
Im Laufe der Jahrzehnte entstanden Netze von Seismometerstationen die von verschiedenen Instituten in mehreren Ländern unterhalten werden, oftmals in Kooperation mit lokalen Partnern, die regelmäßige Wartungen vornehmen. Durch die fortschreitende technische Entwicklung insbesondere der digitalen Datenübertragung, ist eine unmittelbare Nähe des auswertenden Personals zu den Messinstrumenten heute immer seltener erforderlich. Moderne Stationen bieten zumeist die Möglichkeit eines direkten Zugangs zum Internet, oder der Datenübertragung per Satellitenverbindung, so dass die Zahl echter „Erdbebenwarten“ im Sinne von personell besetzten Außenstationen eher rückläufig ist, während die Stationsdichte global weiter zunimmt. Die Daten werden in der Regel von angeschlossenen Datenzentren archiviert und für die Auswertung vorgehalten.

## Zweck

### Wissenschaftlicher Nutzen
Die Aufzeichnung und Untersuchung der Erdbebentätigkeit erfolgt vorrangig aus wissenschaftlichem Interesse und ist daher keineswegs auf Gebiete beschränkt, die bewohnt sind oder wirtschaftlich genutzt werden. Seismische Wellen bergen ein größeres Potential zur Erforschung des inneren Erdaufbaus als andere Untersuchungsmethoden, da sie Informationen entlang ihres Strahlweges erfassen. Durch die enorme Energiefreisetzung während eines starken Erdbebens wird der Erdkörper vollständig durchstrahlt. Das heutige Bild des schalenförmigen Aufbaus der Erde und die Tiefen der Schichtgrenzen ist vorwiegend aus seismologischen Beobachtungen abgeleitet worden. 
Allerdings besteht in vielen erdbebengefährdeten Ländern eine Überschneidung mit volkswirtschaftlichen Interessen, da die Untersuchung der lokalen Seismizität zum Verständnis der tektonischen Prozesse im Erdinneren beiträgt und somit der verbesserten Abschätzung des regionalen Gefahrenpotentials durch die Erdbebenaktivität dient. Eine grundlegende Aufgabe von Erdbebendiensten ist hierbei die Lokalisierung von Erdbebenherden. Diese ist möglich, wenn ein Ereignis an wenigstens drei verschiedenen Stationen registriert wurde. Die Genauigkeit der Ortsbestimmung hängt unter anderem stark von der Zahl und der geometrischen Anordnung der aufzeichnenden Erdbebenwarten ab. Aus der räumlichen Verteilung der Hypozentren kann auf die Lage aktiver geologischer Störungssysteme zurückgeschlossen werden. Aus der Wellenform eines Bebensignals und deren Variation an verschiedenen Messorten, kann weiter auch der Herdmechanismus ermittelt werden, der weitere Einblicke in die geodynamische Ursache des Bebens erlaubt.

### Schadensabwehr
Erdbebenwarten, die vorrangig zum Zweck einer schnellen Warnung vor einem unmittelbar bevorstehenden Schadensereignis eingerichtet worden sind, sind auf eine ununterbrochene Überwachung (Monitoring) der Erdbebenaktivität angewiesen. Erdbebenstationen hingegen, die einzig der Forschung dienen, zeichnen zwar auch kontinuierlich Daten auf, diese werden ggf. aus Kostengründen lokal gespeichert und nur zeitverzögert abgerufen und ausgewertet.
Seismologisches Monitoring kann auf verschiedene Art der Abwehr von Gefahren dienen. In Japan, einem Land das in besonderem Maße durch schwere Erdbeben gefährdet ist, werden Erdbebenwarten zur direkten Schadensbegrenzung eingesetzt: Bei einem Erdbeben werden verschiedene Wellentypen abgestrahlt, die sich mit unterschiedlichen Geschwindigkeiten ausbreiten. Die zerstörerischen Oberflächenwellen sind dabei vergleichsweise langsam, so dass nach der Registrierung der zuerst ankommenden Welle (P-Welle) ein kleines Zeitfenster bleibt, in dem wichtige Notfallmaßnahmen ergriffen werden können. Die Dauer dieser Vorwarnzeit beträgt nur wenige Sekunden (z. B. 20 s bei einer Herdentfernung von 60 km), die genutzt werden können, um Strom- und Gasleitungen zu unterbrechen. Dadurch wird die Gefahr von Großbränden als unmittelbare Folge des Bebens minimiert. Ebenso kann der Zugverkehr gestoppt werden, um etwa Entgleisungen bei hoher Geschwindigkeit zu verhindern. 
Erdbebenwarten können jedoch auch bei anderen katastrophalen Ereignissen der Frühwarnung dienen. Eine große Bedeutung haben Erdbebenwarten zum Beispiel in der Tsunami-Frühwarnung, da diesen Flutwellen in der Regel ein sehr starkes unterseeisches Erdbeben vorausgeht. Tsunamis können sich über extrem große Entfernungen ausbreiten und somit auch weit entfernte Küstengebiete überfluten. Allerdings breitet sich die Flutwelle wesentlich langsamer aus als Erdbebenwellen, so dass sich in Abhängigkeit von der Entfernung des gefährdeten Küstengebietes zum Epizentrum des tsunamierzeugenden Bebens Vorwarnzeiten von wenigen Minuten bis deutlich mehr als eine Stunde ergeben. Diese Zeit kann bei Aktivierung entsprechender Notfallpläne für Evakuierungsmaßnahmen genutzt werden.
Eine größere Zahl seismologischer Observatorien wurden etwa in direkter Nähe zu aktiven Vulkanen errichtet, um hier speziell die seismische Aktivität unterhalb des Vulkankegels zu beobachten. Eines der ältesten dieser Vulkanobservatorien ist das Hawaiian Volcano Observatory am Kraterrand des Kilauea. Vulkanische Erdbeben werden zumeist durch den Aufstieg von Magma ausgelöst und sind im Seismogramm durch besondere Erscheinungsformen, wie z. B. dem Tremor zu erkennen. Vulkanobservatorien beobachten neben der seismischen Aktivität jedoch auch noch andere Phänomene (u. a. lokale Landhebungen, Bodenneigung, Gasausstoß, Temperatur), die Zeichen eines bevorstehenden Ausbruchs sein können. Vulkanausbrüche können mit Hilfe solcher Observatorien bereits mit einiger Zuverlässigkeit vorhergesagt werden.